# Hillary Williams
Hillary Williams (Arkansas,14 de outubro de 1988) é uma praticante norte-americana de submission grappling e jiu-jitsu brasileiro.

## Destaques na carreira
Williams iniciou sua carreira no jiu-jitsu brasileiro em 2006. Após quatro anos de treinamento, tornou-se campeã mundial. Ela é quatro vezes campeã mundial e seis vezes campeã pan-americana. Williams recebeu a faixa-preta de Rolando Delgado e Matt Hamilton em 12 de junho de 2010. Ela passou apenas sete meses e 14 dias como faixa-marrom.

## Linhagem de instrutores
Linhagem 1: Jigoro Kano → Tsunejiro Tomita → Mitsuyo Maeda → Carlos Gracie Sr. → Carlson Gracie → André Pederneiras → Toni Emanuel → Matt Hamilton → Hillary Williams → Bethany Verkamp
Linhagem 2: Jigoro Kano → Tsunejiro Tomita → Mitsuyo Maeda → Carlos Gracie Sr. → Carlos "Carlinhos" Gracie Jr. → Diojone Farias → Rolando Delgado → Hillary Williams → Bethany Verkamp

## Títulos no grappling
- 06/06/10 – 1º lugar – Campeonato Mundial IBJJF – Faixa-marrom/preta feminino – Peso médio[5]
- 26/09/09 – 3º lugar – Campeonato Mundial de Submission da ADCC – Feminino até 60 kg